# 馬料水火車出軌事故
馬料水火車出軌事故是一宗發生於1931年4月20日在香港新界馬料水附近的嚴重鐵路事故，事故引致12死20傷。
1931年4月20日下午，新界天氣惡劣，豪雨更引致22號橋（現大學站南面）旁的溪澗決堤，將22號橋和3號隧道之間的路基沖毀。大約17時10分，原定16時39分由深圳站（即現時的羅湖站）開往九龍的第19次列車駛至，受損的路基因不勝負荷而塌陷，導致機車及頭4節客車車廂出軌，並掉落20呎高的路基之下。由於衝力甚大，第3及4節車廂互相套入。
事發後，鐵路局、警務處、消防隊均立即派員進行拯救，附近居民亦紛紛趕至協助，但由於地點偏僻、缺乏合適工具，而且天氣惡劣，救援工作十分艱巨。
兩名困於第4節車廂內須經截肢救出的乘客，其中一人傷重死亡。在附近居住的一位洋人醫生，於駕車往協助救援時，亦連人帶車掉進天雨造成的坑洞內，幸好未有受傷。
這次火車出軌意外，共造成12人死亡，肇事的1號蒸汽機車之前亦曾於1923年在附近因山泥傾瀉而出軌，後獲修復並重投服務，惟因是次意外而報廢。由於惡劣天氣引致鐵路多處損毀，九廣鐵路服務最終於6月方能恢復。

## 文獻
1. ↑  . 工商日報. 1931-04-21: 第三張第一版.
2. ↑  . 士蔑報. 1931-04-21: 第一頁.